# Pré-dreadnought

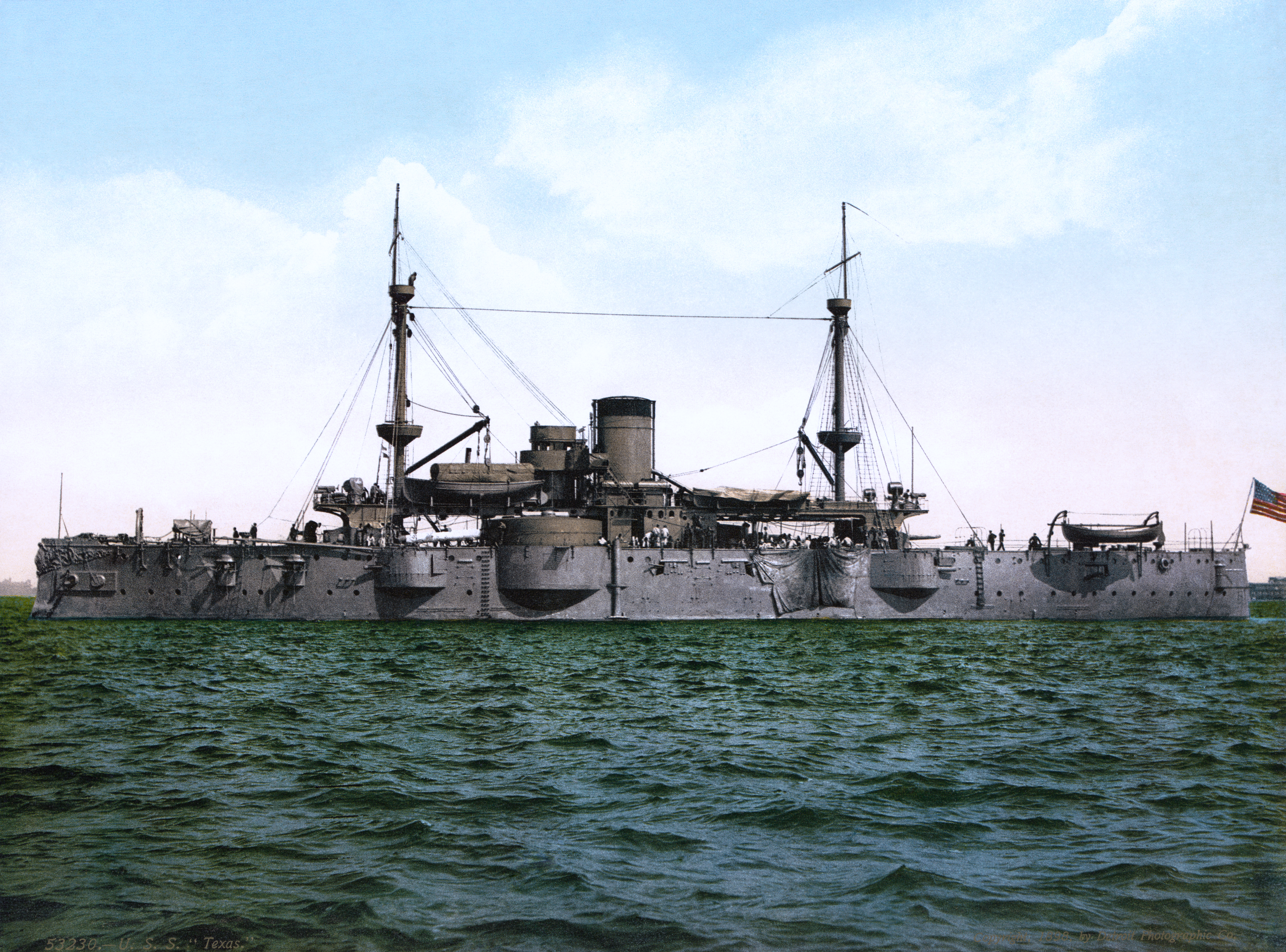
, construído em 1892, foi o primeiro encouraçado pre-dreadnought da Marinha dos Estados Unidos. Fotocromo de 1898.

Pré-dreadnought é o termo geral para encouraçados construídos entre 1890 e 1905, antes do HMS Dreadnought. Os navios de guerra pré-dreadnoughts substituíram os navios feitos de ferro, predominantes nas décadas de 1870 e 1880. Construído em aço, e protegido por uma armadura de aço temperado, o típico pré-dreadnought levava uma bateria principal de armas de calibre muito pesado em torres de artilharia suportadas por uma bateria secundária mais leve. Eles eram impulsionados por motores a vapor a carvão de tripla expansão.
Em contraste com o desenvolvimento caótico dos navios feitos de ferro nas décadas anteriores, a década de 1890 viu as marinhas armadas do mundo construindo navios de guerra de projetos similares, essencialmente seguindo o padrão estabelecido pela Classe Majestic britânica. A semelhança nos navios de guerra na década de 1890 foi ressaltada pelo aumento do número de navios construídos. Novas potências navais como Alemanha, Japão e Estados Unidos começaram a estabelecer suas frotas pré-dreadnought, enquanto marinhas como as da Grã-Bretanha, França e Rússia se expandiram com elas para enfrentar estas novas ameaças. O confronto decisivo entre as frotas pré-dreadnought ocorreu entre a Marinha Imperial Russa e a Marinha Imperial Japonesa durante a Batalha de Tsushima, em 27 de maio de 1905.
Estas dezenas de navios de guerra foram repentinamente tornados obsoletos pelo aparecimento do HMS Dreadnought em 1906. O Dreadnought seguiu a tendência de adotar um projeto de artilharia de cano cheio, assim como o novo navio, que tinha um layout de 10 peças de 12" (305 mm). Suas inovadoras máquinas de turbinas a vapor também a tornaram mais rápida. Os navios de guerra anteriores estavam desatualizados e marcados como pré-dreadnought, enquanto os novos navios de guerra, que seguiam as diretrizes de projeto estabelecidas pelo novo navio, seriam conhecidos como dreadnought a partir de então. Apesar disso, os navios de guerra pré-dreadnought desempenharam um papel importante na Primeira Guerra Mundial, e algumas unidades participaram até mesmo da Segunda Guerra Mundial.